# Rheinbrücke Neuenkamp
Die Rheinbrücke Neuenkamp in Duisburg führt bei Rheinkilometer 778,34 zwischen den Stadtteilen Neuenkamp und Homberg bzw. Rheinhausen die Bundesautobahn 40 über den Rhein und verbindet das Ruhrgebiet mit dem Niederrhein. Da das ursprüngliche Bauwerk zuletzt von etwa 100.000 Kraftfahrzeugen täglich genutzt wird, aber zur Bauzeit nur für 30.000 Fahrzeuge ausgelegt war, wird es durch einen Neubau ersetzt, dessen gesamte Fertigstellung für das Jahr 2026 geplant ist. Die erste der zwei Brückenhälften wurde 2023 eröffnet.

## Die Brücke von 1970

### Geschichte, technische Einzelheiten

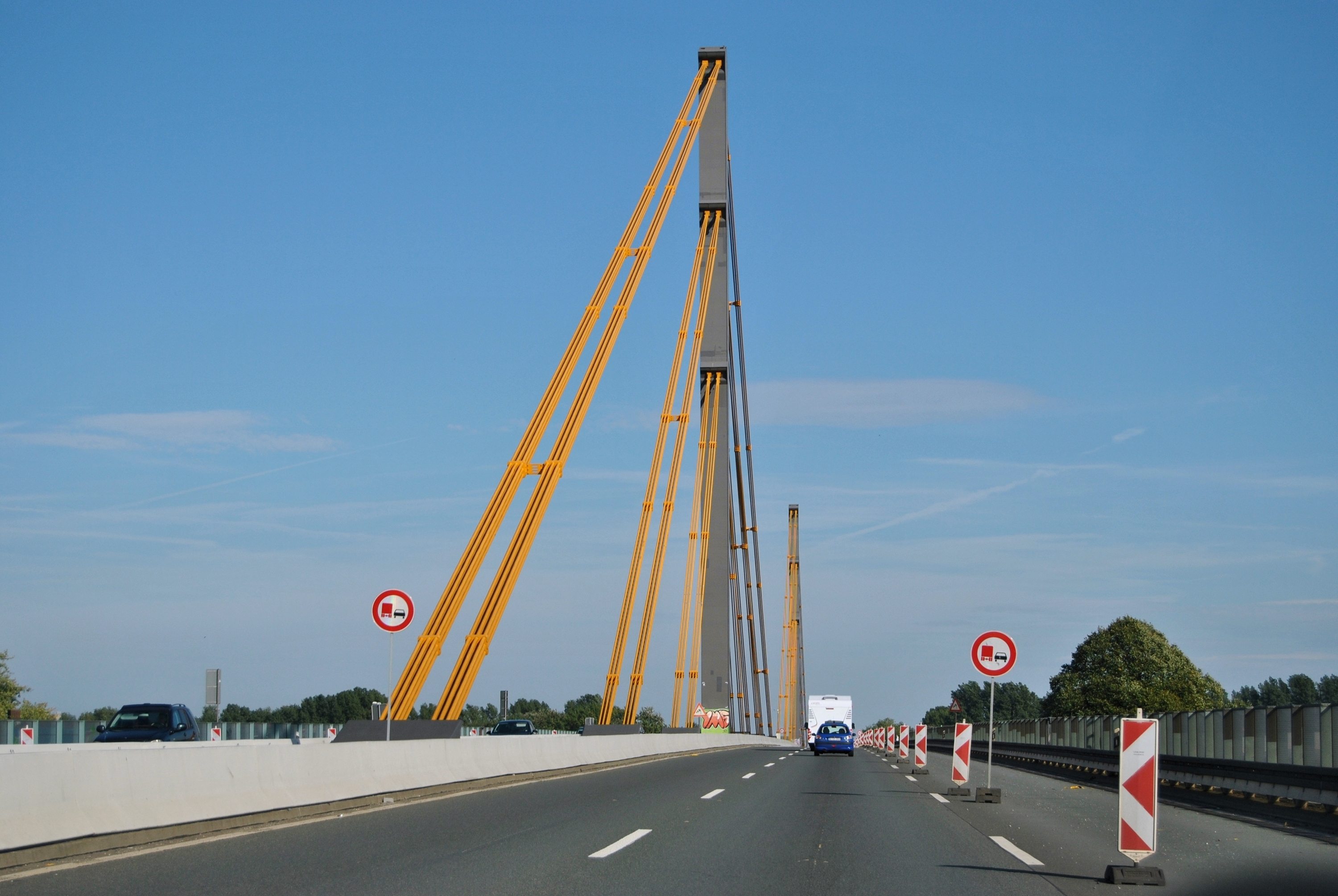
Anfang der Brücke Neuenkamp, Fahrrichtung Essen von Duisburg-Homberg kommend (2010)

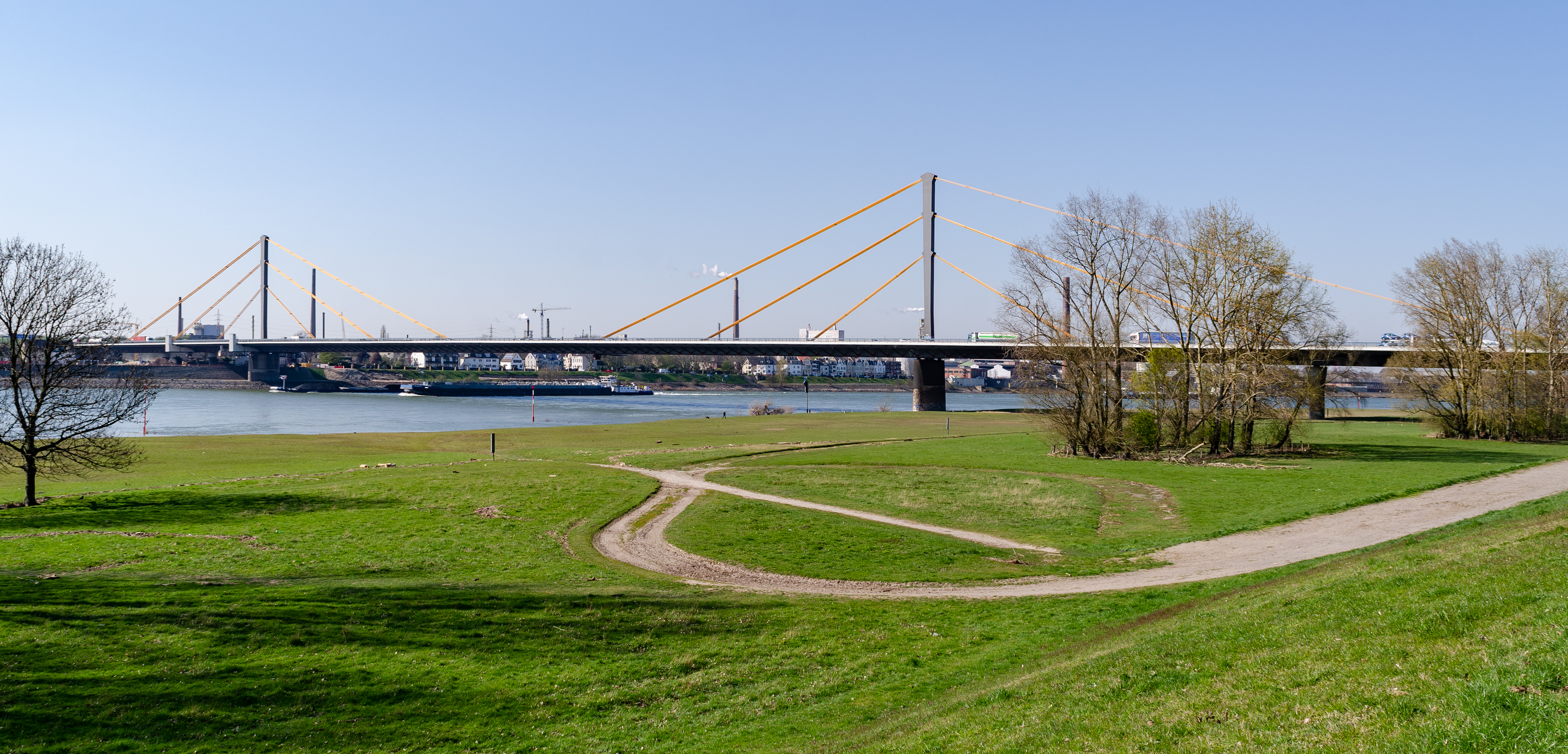
Gesamtansicht der alten Autobahnbrücke (2020)

Nach Ende des Zweiten Weltkrieges gab es zwischen Basel und Emmerich am Rhein keine einzige intakte Rheinbrücke mehr. Bis zum Jahr 1970 baute man 17 Eisenbahn- und 34 Straßenbrücken wieder auf. Die Neuenkamper Brücke war zur Zeit ihrer Inbetriebnahme die längste Schrägseilbrücke der Welt. Der Bau der ursprünglich vierspurigen Brücke dauerte von 1966 bis 1970, als sie am 16. Oktober 1970 von Bundesverkehrsminister Georg Leber für den Verkehr freigegeben wurde. Die Baukosten beliefen sich damals auf etwa 37 Millionen DM (heute rund 75,7 Millionen Euro).
Die Brücke war 777,4 Meter lang und hielt eine Brückenfläche von 27830 Quadratmetern für die Autobahn und ihre Rad- und Gehwege bereit. Der Bau der Brücke wurde von der Gutehoffnungshütte (GHH) in Oberhausen-Sterkrade übernommen. Die Neuenkamper Brücke war die letzte von der GHH errichtete Brücke. Sie wurde von beiden Ufern aus von 80 Arbeitern unter der Leitung des Ingenieurs Gerhard Fischer über knapp vier Jahre gebaut.
Die erste Neuenkamper Brücke war als zweihüftige Mittelträger-Schrägseilbrücke aus Stahl mit zwei begehbaren 50 Meter hohen Stahlpylonen in der Fahrbahnmitte konstruiert. Die Schrägseile waren in zwölf Seilgruppen zu je neun Seilen aufgeteilt, wobei die einzelnen Seile Durchmesser von 57 bis 83 Millimetern besaßen.
Die Spannweiten der 8-feldrigen Brücke betrugen 46,8 m + 50,0 m + 45,0 m + 45,0 m + 350,0 m + 105,0 m + 60,0 m + 75,6 m. Den Querschnitt der Brücke bildete ein stählerner, durchlaufender, zweizelliger und 12,7 Meter breiter Hohlkasten mit einer Bauhöhe von 3,75 Metern, über dem der 36,3 Meter breite Fahrbahnträger aus einer orthotropen Platte weit auskragte. Seitlich des Hohlkastens wurden je 8,1 Meter breite Streifen der Fahrbahnplatte mit Schrägstreben gegen die untere Kante des Hohlkastens abgestützt. Die 3,7 Meter breiten Geh- und Radwege waren jeweils freitragend angebaut.

### Änderungen
Die Rheinbrücke Neuenkamp war für maximal 30.000 Kraftfahrzeuge pro Tag mit je zwei Fahrspuren und einer Standspur konzipiert worden. Die Entwicklung des Verkehrs auf den Autobahnen wurde nicht in dem Maße vorhergesehen. Im Rahmen dieses Anstiegs nahm der Verkehr auf der Rheinbrücke Neuenkamp auf rund 100.000 Fahrzeuge täglich zu, darunter 11.000 Lastkraftwagen. In dem gleichen Zeitraum wurden die zulässigen Achslasten der Lkw von 8 Tonnen auf 10 bzw. 11,5 Tonnen für angetriebene Einzelachsen angehoben.
1977 wurden erstmals die Fahrbahnübergänge ausgetauscht. In den Jahren 1996 bis 1998 und nochmal 2010 bis 2013 erfolgte eine Sanierung der Fahrbahnplatte wegen aufgetretener Risse.
Wegen der Zunahme des Verkehrs wurde die Rheinbrücke Neuenkamp auf sechs Spuren ausgebaut, indem die Standspur zur Fahrspur umgewandelt wurde, so dass die schweren Lastkraftwagen am äußersten Rand der noch durch Schrägstreben unterstützen Fahrbahnplatte fuhren. Die damit verbundene erhöhte Hebelwirkung vergrößerte die Auswirkungen auf die Brücke aus den größer gewordenen Lasten des zugenommenen Verkehrs. 2017 wurde die Fahrbahn wieder auf vier Spuren zurückgebaut.

### Sanierung 2004 bis 2006
Nach über dreißigjährigem Bestehen der Brücke wurde eine umfangreiche Sanierung notwendig, die rund sieben Millionen Euro Kosten verursachte. Sie begann 2004 und dauerte über etwa drei Jahre bis Ende 2006.
Besonders dringend wurde die Sanierung der Seilgruppen. Die Einzelseile jeder dieser Gruppen waren gegen Korrosion lackiert, rieben sich aber durch die Belastungen der Brücke aneinander, so dass der Schutzlack mit den Jahren beschädigt wurde. Sehr aufwändig musste man die neun Seile jeder Seilgruppe spreizen und brachte Abstandhalter ein. Nun bekam jedes einzelne Seil eine vor Korrosion schützende Lackschicht. Die gespreizten Seilgruppen ließen seitdem eine niedrigschwelligere Bauwerksüberwachung durch einfache Sichtprüfung zu.
Parallel zu den Seilarbeiten wurden die im Jahr 1990 instandgesetzten Überbaudehnfugen durch moderne, lärmärmere Fugen ersetzt. Schließlich wurde noch die Fahrbahndecke teilweise, und im August 2007 komplett erneuert. Ab diesem Zeitpunkt war die erste Brücke wieder vierspurig.

### Sanierung 2014 bis 2015
Zehn Jahre nach der genannten Sanierung wurde eine weitere nötig. An manchen Wochenenden führte sie zur Sperrung des Schwerlastverkehrs, um die nötigen Schweißarbeiten im Unterbau ohne Belastung von oben durchführen zu können. So war die Brücke in Fahrtrichtung Essen im Sommer 2015 für Fahrzeuge über 3,5 Tonnen zeitweise gesperrt aufgrund von Brückenschäden ähnlich denen an der Rheinbrücke Leverkusen bei Köln. In Fahrtrichtung Niederlande war sie immer wieder zeitlich eingeschränkt für Fahrzeuge über 3,5 Tonnen gesperrt. Mittelfristig konnte die Brücke durch laufende Überwachungs- und Instandhaltungsmaßnahmen noch erhalten werden, längerfristig wurde ein Ersatz durch einen Neubau als notwendig angesehen.

### Zeitweilige Sperrung 2017
Am 2. August 2017 musste die Brücke wegen eines bei einer Routineprüfung festgestellten Risses in der Seilverankerung voll gesperrt werden. Fußgänger und Radfahrer durften die Brücke weiterhin nutzen. Die Sperrung wurde am 17. August wieder aufgehoben, allerdings wurde die Brücke seitdem unter ständige und tägliche Beobachtung gestellt.

### Einschränkung durch Wiegeanlage 2018 bis 2023
Da die alte Brückenkonstruktion insbesondere durch den Verkehr schwerer Lastkraftwagen hoch belastet war und diesem nur noch bedingt standhalten konnte, wurde die Brückenfahrt für Fahrzeuge über 40 Tonnen Gesamtgewicht bzw. mehr als 11,5 Tonnen Achsgewicht durch eine Mess- und Wiegeeinrichtung verhindert. Dazu war in den Wiegeanlagen eine Höchstgeschwindigkeit von 40 km/h angeordnet, so dass die LKW während der Fahrt gewogen werden und zu schwere Wagen durch eine Ampel- und Schrankenanlage auf eine Ausweichfläche geleitet werden konnten. Dort fand ein rechtskräftiges Nachwiegen durch die Polizei und das Bundesamt für Güterverkehr statt. Von 9. November 2018 bis zur Sperrung der Brücke am 27. Oktober 2023 war die Anlage in West-Ost-Richtung und ab 30. Mai 2019 auch in Ost-West-Richtung in Betrieb. Sie wurde ähnlich gestaltet wie diejenige an der Rheinbrücke Leverkusen.

### Rückbau seit 2024
Vor den Abrissarbeiten wurden LED-Lichter an den Pylonen und an den Seilen der alten Rheinbrücke als Weihnachtsgruß für die Autofahrer, die im Stau stecken, installiert. Seit März 2024 wird die Brücke Schritt für Schritt zurückgebaut. Am 23. April 2024 wurde die Brücke endgültig in zwei Teile getrennt. Im Oktober 2024 wurde der erste, östliche Pylon zurückgebaut. Im Februar 2025 war der Abriss der ursprünglichen Rheinbrücke Neuenkamp inklusive der beiden Widerlager an beiden Rheinseiten abgeschlossen.

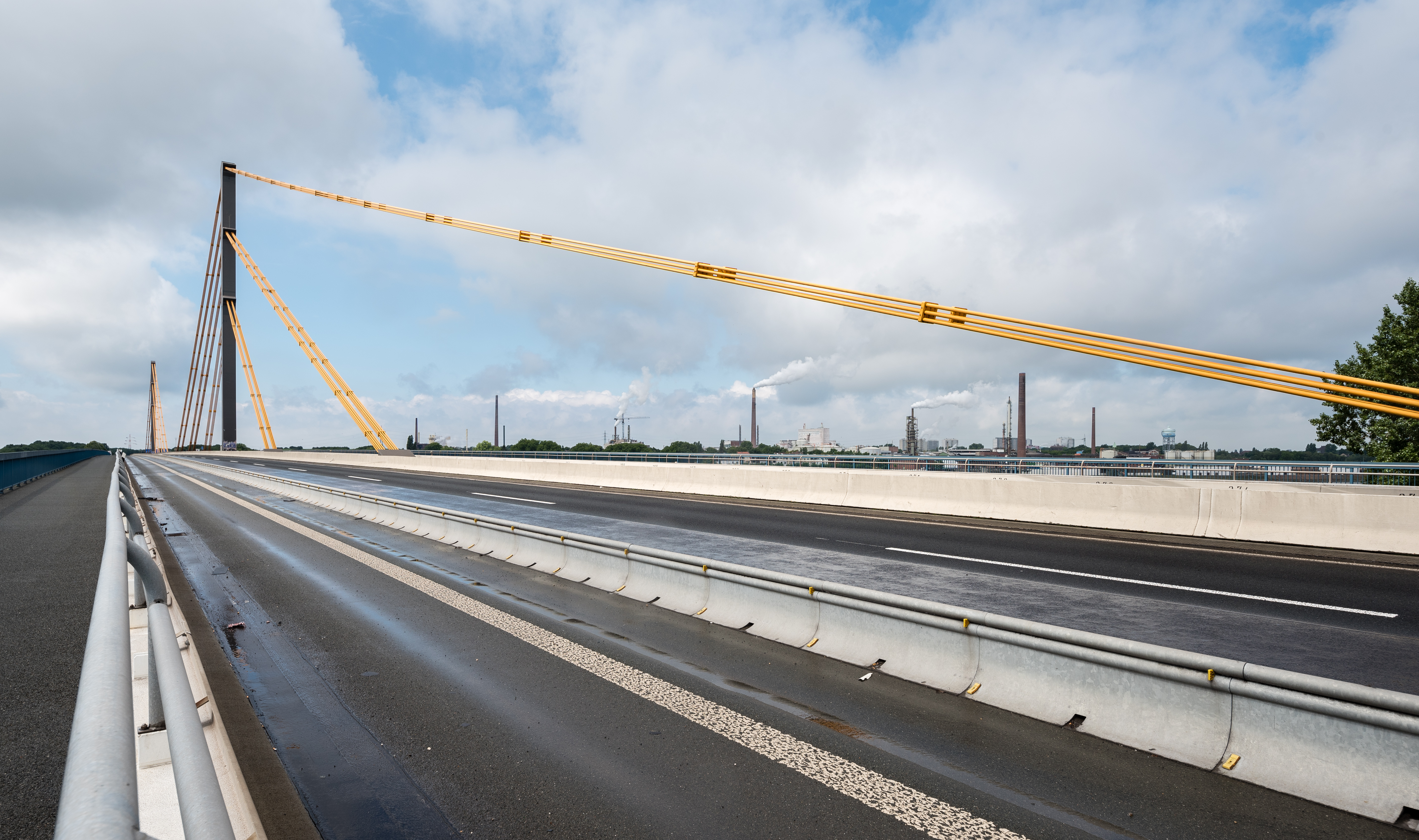
Autofreie Brücke während der Sperrung (August 2017)
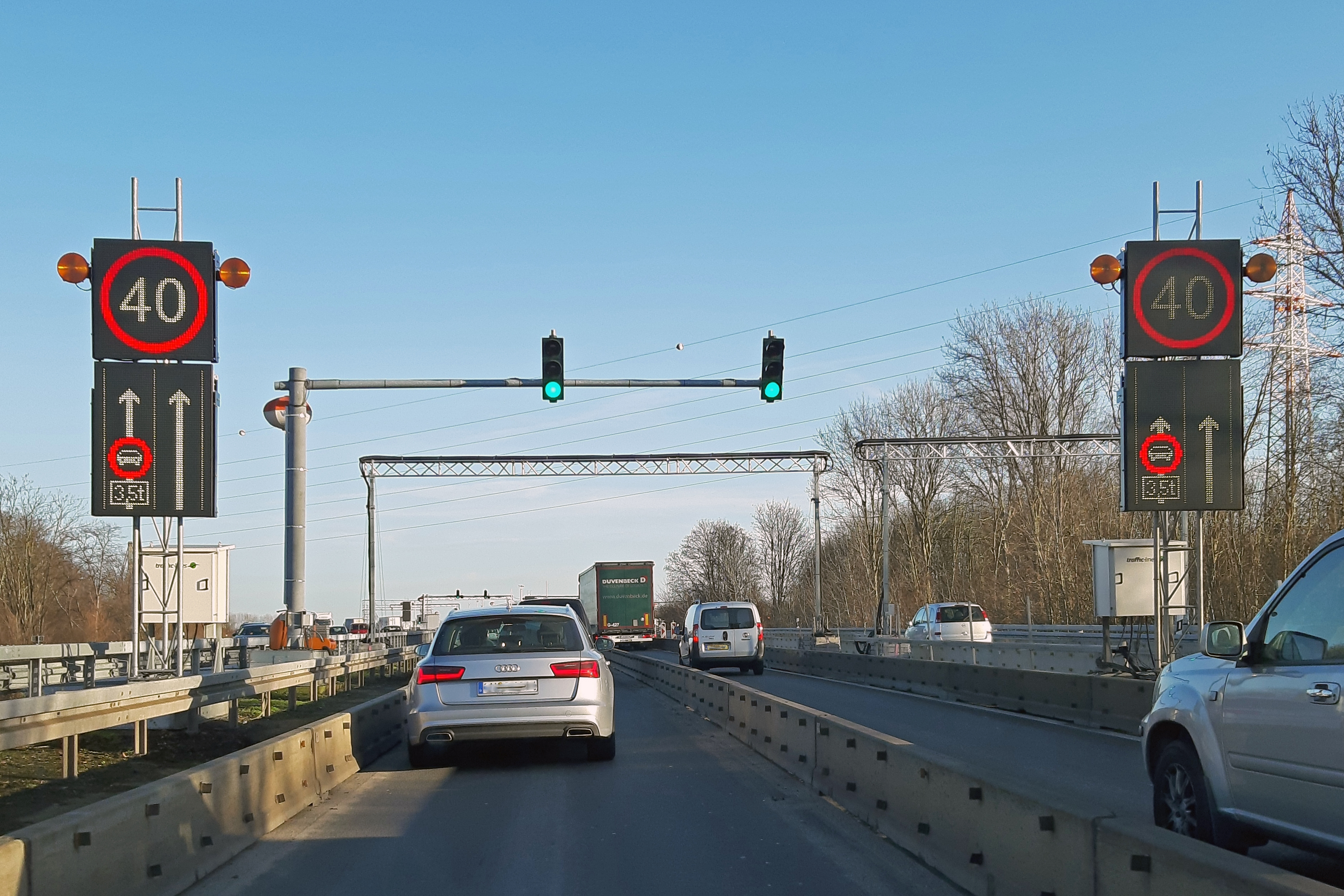
Einengung für Wiegeanlage (2019)

## Neubau
Der Baubeginn war für 2020 geplant, konnte jedoch aufgrund frühen Baurechts und schneller Ausschreibeverfahren früher beginnen. Das Planfeststellungsverfahren begann im Dezember 2017, woraufhin der Planfeststellungsbeschluss durch die Bezirksregierung Düsseldorf am 10. März 2019 rechtskräftig war. Die Ausschreibung der Baumaßnahmen erfolgte im Anschluss. Die Planung und Durchführung wird von der Deges geleitet. Die Gesamtkosten werden mit rund 365,5 Millionen Euro angegeben und vom Bund übernommen. Der Bauauftrag wurde an eine Bietergemeinschaft um die Unternehmen Hochtief Infrastructure, MCE, Plauen Stahl Technologie und ZSB Zwickauer Sonderstahlbau vergeben.
Am 16. Dezember 2019 erfolgte der erste Spatenstich durch den Bundesminister für Verkehr und digitale Infrastruktur, Andreas Scheuer, und den damaligen nordrhein-westfälischen
Verkehrsminister Hendrik Wüst für den achtspurigen Brückenneubau, der aus zwei parallel verlaufenden Brückenteilen, für jede Fahrtrichtung eine Brücke, bestehen wird. Die Brücke wird eine Länge von 802 Metern, eine Gesamtbreite von 68,25 Metern und eine Höhe von 75 Metern haben. Damit, und mit einem Pfeilerabstand von 380 Metern, wird sie die größte Schrägseilbrücke Deutschlands sein. Sie soll eine Lebensdauer von 80 bis 100 Jahren haben. Dabei wird berücksichtigt, dass man bis zum Jahr 2030 mit einem Anstieg des Verkehrs auf 130.000 Fahrzeuge täglich rechnet. Auch wird es beidseitig 2,67 Meter breite neue Rad- und Fußwege über die Brücke geben, die durch eine 6,5 Meter hohe Lärmschutzwand vom Kraftfahrzeugverkehr getrennt werden.
Zunächst wird südlich der alten Brücke das erste Teilbauwerk für die Fahrtrichtung nach Osten gebaut. Der Verkehr, der bis dahin auf der alten Brücke weiterlief, wurde am 6. November 2023 auf den neuen Brückenteil sechsspurig verlegt mit drei Spuren je Fahrtrichtung. Aufgrund von aerodynamischen Interferenzeffekten mit der alten Brücke wird die Lärmschutzwand auf der neuen Brücke zunächst nur auf eine Höhe von 2 Metern gebaut, geplant sind insgesamt 6,5 Meter Lärmschutzwand.
Danach begann der Abriss der alten Brücke und der Wiegeanlagen. Voraussichtlich wird das nördliche zweite Brückenteil bis 2026 fertiggestellt. Infolge wird das erste südliche Teilbauwerk über eine Distanz von rund 14 Metern in seine endgültige Position verschoben. Schließlich wird jedes Teilbauwerk über vier Fahrspuren verfügen. Dazu soll die A 40 auf 3,5 Kilometern Länge zwischen den Anschlussstellen Duisburg-Homberg und Duisburg-Häfen bei laufendem Verkehr auf acht Fahrspuren angepasst werden.
Im Januar 2021 wurde bekannt, dass über die neue Rheinbrücke der Radschnellweg Ruhr (RS1) Richtung Moers weitergeführt werden soll. Hierzu ist geplant, den Radweg an der nördlichen Seite der Brücke auf eine Breite von vier Metern zu vergrößern.

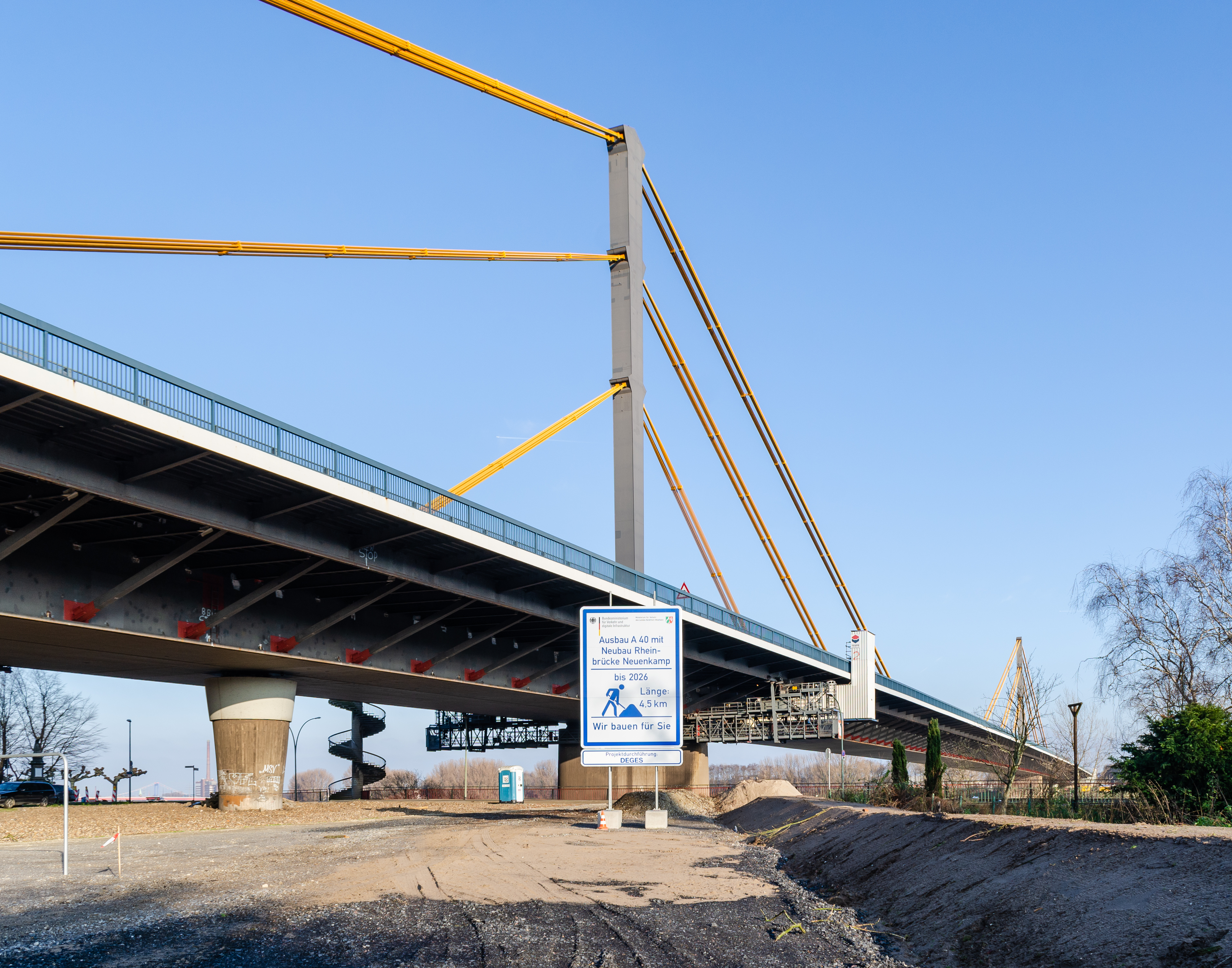
Beginn des Neubaus auf der Homberger Seite (2019)
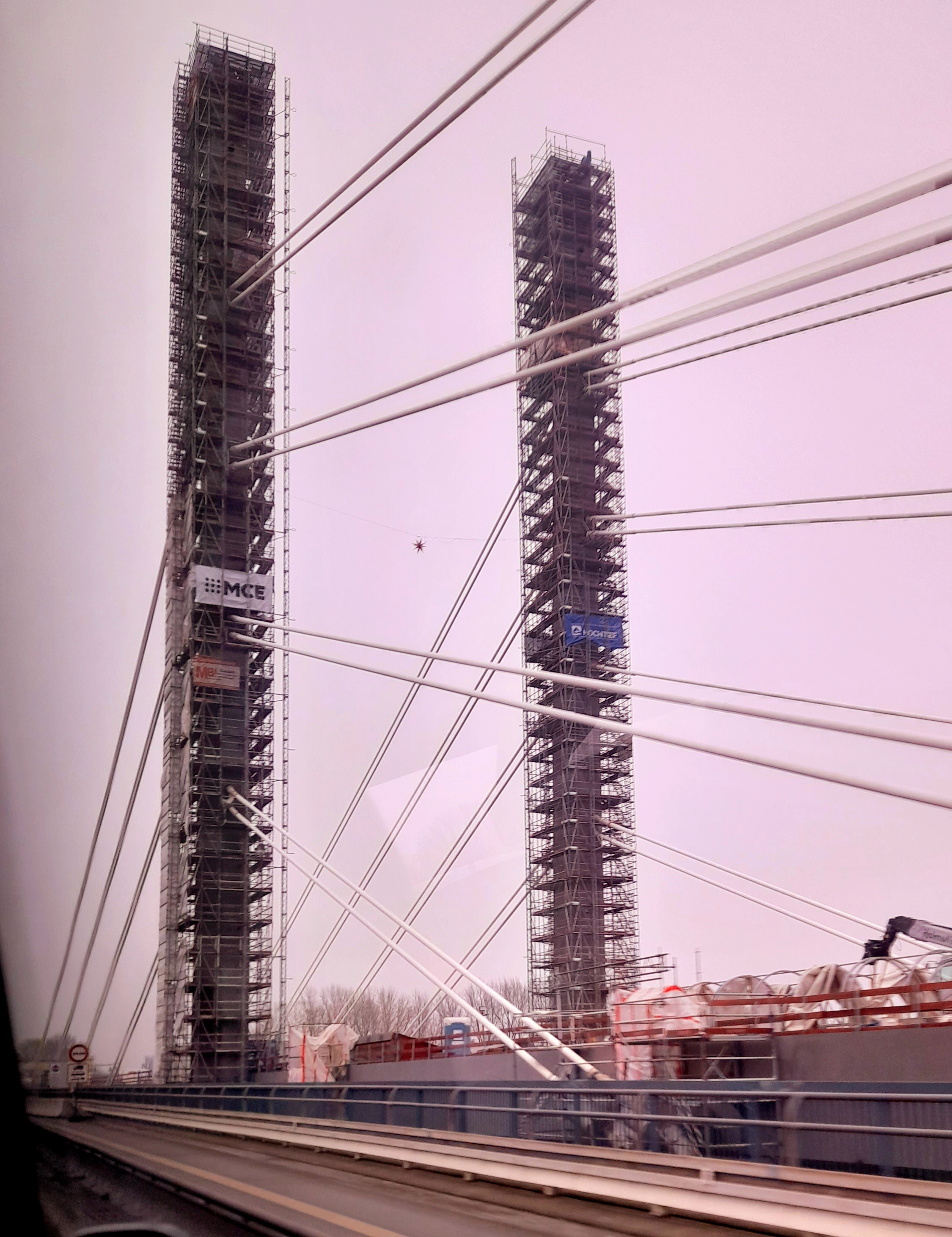
Südlicher Neubau (Januar 2023)
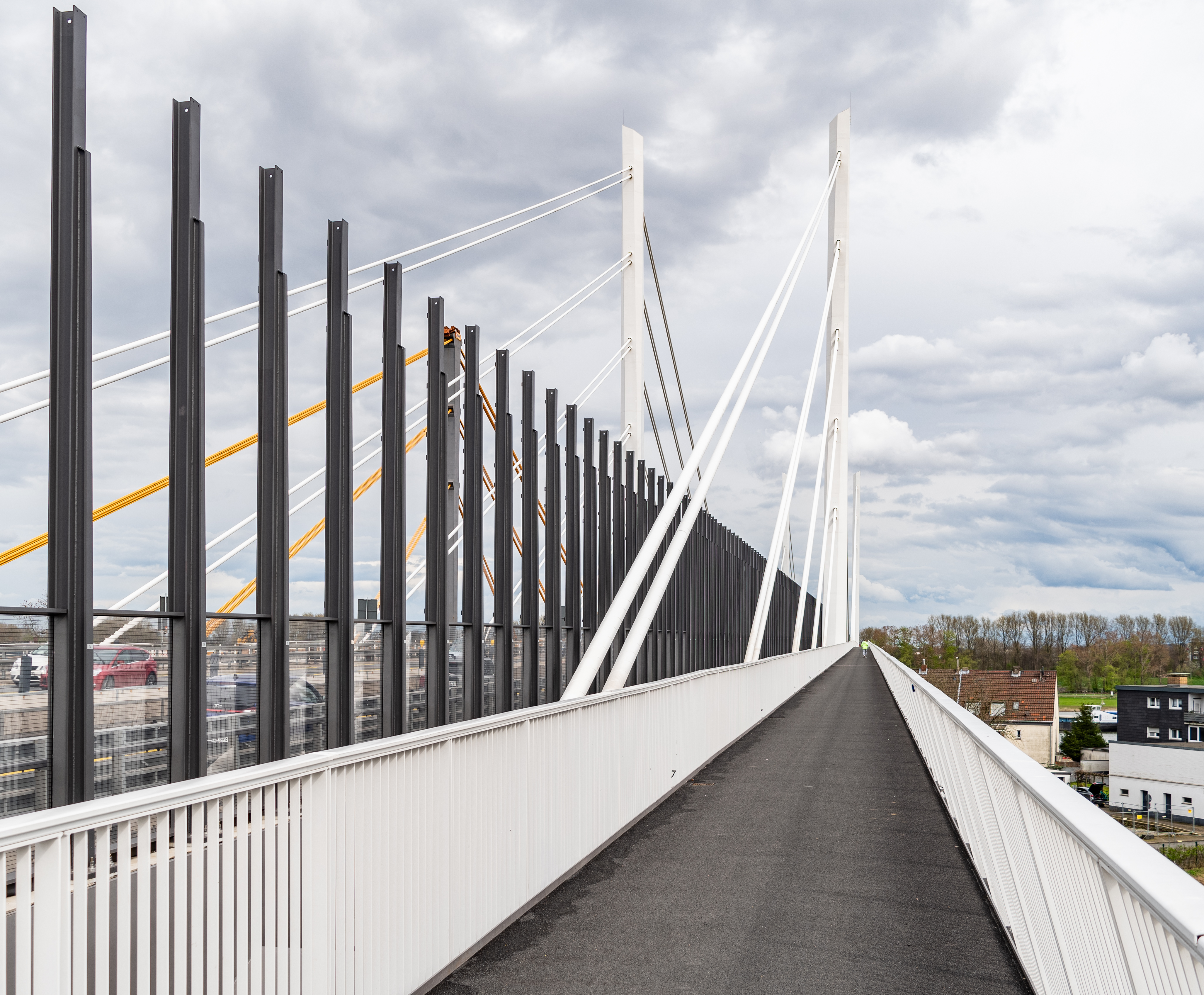
Fuß- und Radweg
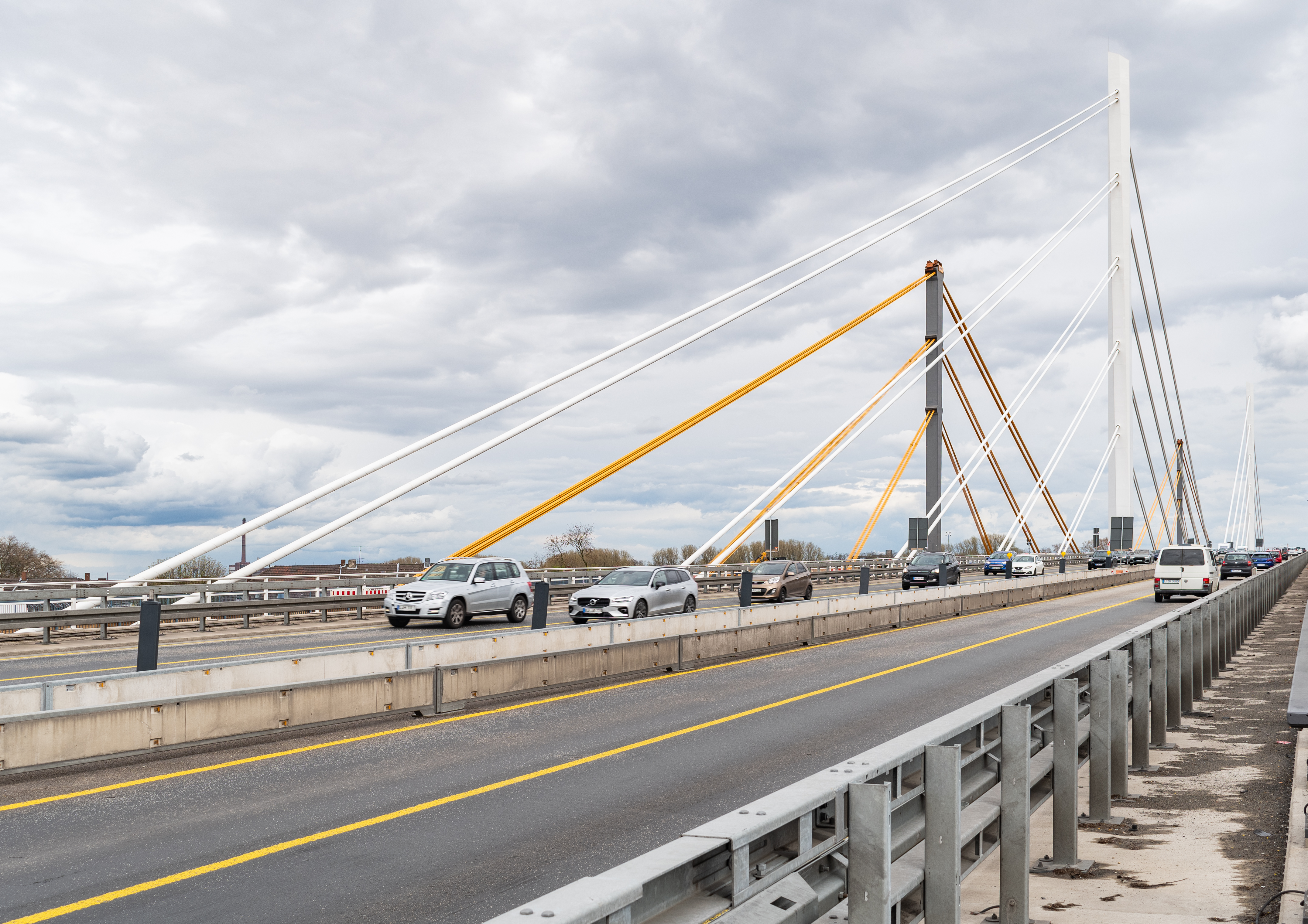
Verkehr auf der neuen Brücke